# Anastasiya Huchok
Anastasiya Huchok, née le 17 janvier 1992, est une lutteuse libre biélorusse.

## Palmarès

### Championnats d'Europe
- Médaille d'or en catégorie des moins de 59 kg en 2013 à Tbilissi